# Valdiviathyris
Valdiviathyris is een monotypisch geslacht van armpotigen (Brachiopoda) en behoort tot de familie Craniidae. Er is één soort:
- Valdiviathyris quenstedti